# 牛打ち坊
牛打ち坊、牛打坊（うしうちぼう）は、徳島県北部に伝わる妖怪。その名の通り、牛や馬を殺す妖怪といわれる。土地によっては「牛々入道（うしうしにゅうどう）」、「牛飼坊（うしかいぼう）」、「疫癘鬼（えきれいき）」などとも呼ばれる。

## 概要
寛政時代の徳島の古書『阿州奇事雑話』によれば、牛打ち坊は夜更けになると牛小屋などに入り込み、牛馬にわずかな傷をつけただけで死に至らしめたとある。また、牛打ち坊に見入られただけでもその牛馬は病気になり、時にはそのまま死んでしまったという。板野郡栄村（現・板野町）では、牛打ち坊はこのように牛馬を死なせたことから、猛毒を持っているともいわれた。また、牛馬に傷をつけて殺していくことから、血を吸うために傷をつけるともいわれた。襲われた牛馬には血を吸った跡として、必ず2つの牙の跡が残されていたという話もある。正体をはっきりと見た者はいないが、『阿州奇事雑話』にはタヌキに似た黒い獣とある。

## 風習
牛打ち坊が現れたといわれる徳島県北部の板野郡、名東郡、名西郡、海部郡などでは、この牛打ち坊を殺す行事として、旧暦7月13日に竹や藁で盆小屋という小屋を作り、7月14日の未明、読経の後に焼き払っていた。これは牛打ち坊を小屋の中に封じ込めて焼き殺すまじないとされ、前もって村の十代前半の少年たちが家々を回って小屋の材料や金銭を寄付してもらうのだが、寄付を怠る家があると「ウシウシ坊を追いかけ、おかいこべったり味噌べったり」と呪文または悪口のように囃し立て、小屋を焼き払う際に一緒に焼いたナスをその家へ投げ込む。するとその家の牛馬は3日以内に死んでしまうと恐れられていたため、寄付を惜しむ村人はいなかったという。

## 民話
佐那河内村の民話によれば昔、牛打ち坊に牛を次々に殺されて困り果てる村人たちのもとへ旅の僧が訪れ、牛打ち坊を懲らしめると申し出、その後のある晩に村に現れた牛打ち坊を強い剣幕で脅し、二度と村に現れないようにと言って追い払ったため、他の地で牛打ち坊の怪異が続く中、佐那河内村だけは牛打ち坊に襲われることがなかったという。この民話では牛打ち坊の姿は「変な格好の怪物」とのみ述べられており、また僧に対して「わしは牛打ち坊じゃ」などと会話を交わしたという。また、このとき牛打ち坊は「二度と佐那河内に来ない」と証文を書き、大宮八幡神社の僧が神社の裏の大宮山にその証文を埋めたため、その山は「状が丸（じょうがまる）」、後に「上が丸（じょうがまる）」と呼ばれたという。